# Полісся (поїзд Львів — Могильов)
«Полі́сся» (рос. Полесье, біл. Палісся)  — колишній нічний пасажирський фірмовий пасажирський поїзд № 372/371 міждержавного сполученням Могильов — Львів. Протяжність маршруту складала — 900 км.

## Історія
З 26 травня 2013 року потяг продовжили до Могильова.
З 13 грудня 2015 року потяг скоротили до Львова.
В 2018 році молодіжна поїзна бригада поїзда № 372/371 займає друге місце.
З 2 червня по 1 жовтня 2018 року поїзд продовжили до станції Трускавець.
13 і 26 березня 2019 року поїзд курсував без зупинки на станції Горинь у зв'язку з ремонтом моста через річку Горинь
З 4 по 6 червня 2019 року поїзд не курсував через ремонтні роботи на лінії Сарни — Немовичі.
З 15 березня 2020 року на час пандемії COVID-19 поїзд тимчасово скоротили до станції Горинь і змінили номер на № 692/691.
З початком повномасштабного вторгнення Росії в Україну рух потягу відмінили.

## Інформація про курсування
Потяг курсує щодня. На маршруті зупиняється на 19 проміжних станціях.
| Розклад руху потяга «Полісся» № 372/371 | Розклад руху потяга «Полісся» № 372/371 | Розклад руху потяга «Полісся» № 372/371 | Розклад руху потяга «Полісся» № 372/371 | Розклад руху потяга «Полісся» № 372/371 |
| Час прибуття                            | Час відправлення                        | Станція                                 | Час прибуття                            | Час відправлення                        |
| --------------------------------------- | --------------------------------------- | --------------------------------------- | --------------------------------------- | --------------------------------------- |
| —                                       | 15:30                                   | Могильов                                | 13:25                                   | —                                       |
| 09:46                                   | —                                       | Львів                                   | —                                       | 17:40                                   |

Актуальний розклад руху вказано у розділі «Розклад руху призначених поїздів» на офіційному вебсайті «Укрзалізниці» або на головному меню офіційного вебсайту БЧ.

## Склад потяга
Потяг сформовано у вагонному депо станції Мінськ.
Потягу встановлена схема з 8 фірмових вагонів: різних класів комфортності:
- 5 плацкартних;
- 2 купейних

Також під час підвищення пасажиропотоку додається причіпний плацкартний вагон № 20 сполученням  Барановичі — Львів. І залучений вагон для інвалідів.